# Подмоклово
Подмо́клово — село в Серпуховском районе Московской области. Входит в состав Липицкого сельского поселения. В XVIII веке — усадьба старшей ветви князей Долгоруковых.

## География
Расположена в южной части района, на правом берегу Оки, недалеко от шоссе, идущего от деревни Лукьяново к деревне Ланьшино. В 7 километрах от Лукьянова.

## История
В книге «Приходы и церкви Тульской епархии» (Тула, 1895 г.) указывается, что «название своё село Подмоклово получило от разлива реки Оки, которая во время весеннего половодья заливает строения названного села».
По материалам археологических раскопок известно городище Подмокловское (начало I тысячелетия нашей эры), расположенное на правом берегу Оки к востоку от деревни Помоклово, население которого составляли дославянские племена железного века. Городище относится к памятникам археологии Федерального значения. В VIII—IX веках на берега Оки проникает славянское население, вятичи.
Серпуховским археологом Артемом Павлихином после нескольких экспедиций предположено, что рядом с селом Подмоклово располагался древний город Неренск, упомянутый в том числе в Ипатьевской летописи. Другие учёные, однако, локализуют Неренск в иных местах.
Во времена Ивана Грозного возле Подмоклово «из горы» добывали железную руду, позднее в каменоломнях — поделочный белый камень, так называемый «тарусский мрамор». Впервые упоминается как село в 1648 году, когда им владели князья Голицыны.
Подмоклово входило поочерёдно в состав Тарусского и Алексинского уездов. В XIX веке рядом с селом располагалась суконная фабрика, с 1870 года действовала земская школа. В 1913 году Подмоклово состояло из 173 дворов. Население достигало 1368 человек. С 1929 года в составе Серпуховского района Московской области.
В советский период население Подмоклова трудилось в совхозе «Заокский», деревня входила в Лукьяновский сельский совет, в 1990-х — 2000-х годах — в Лукьяновский сельский округ. В ходе Муниципальной реформы 2006 года деревня включена в состав Липицкого сельского поселения.

## Достопримечательности

### Усадьба Долгоруковых

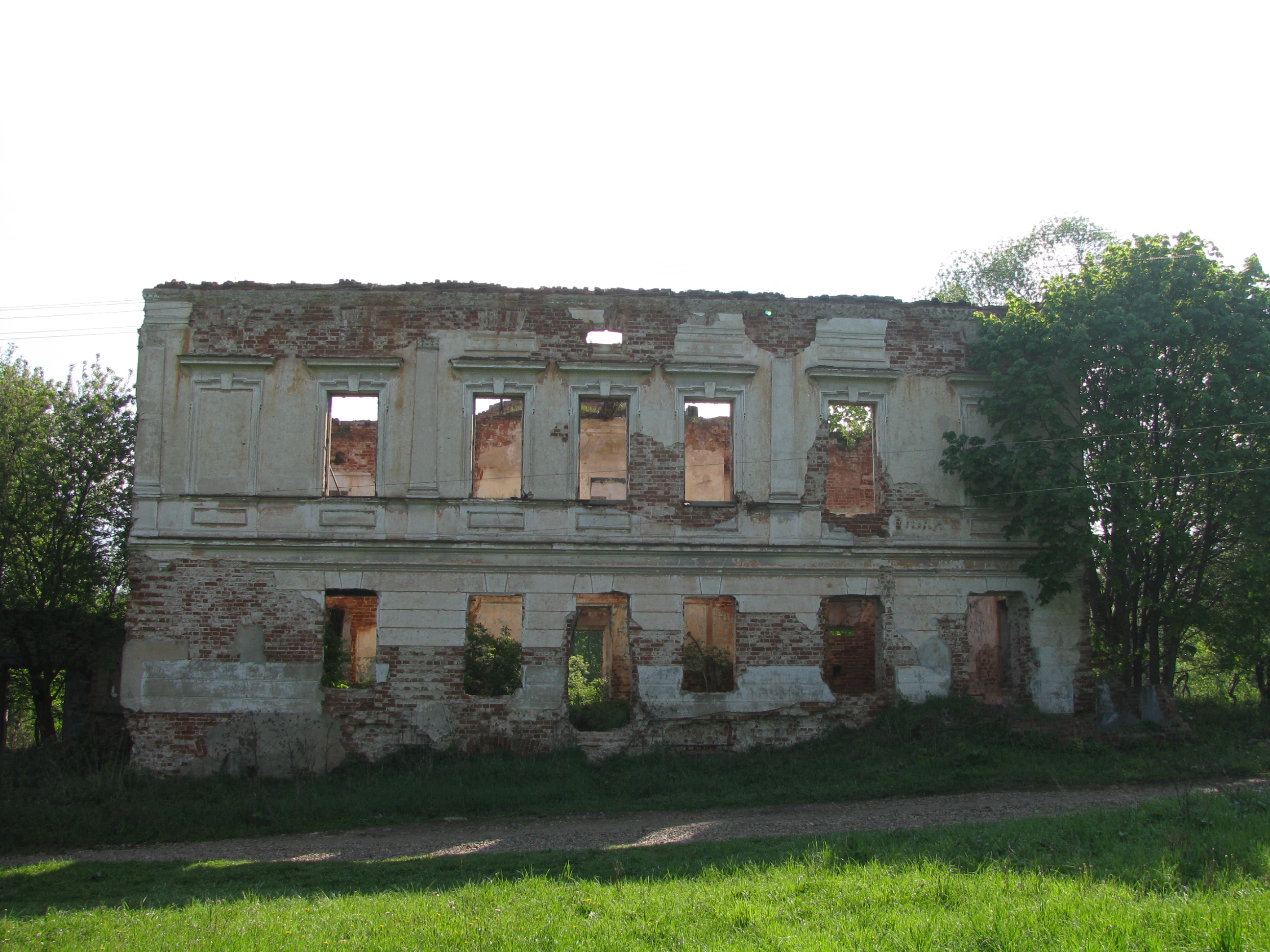
Флигель усадьбы Долгоруковых (на реставрации)

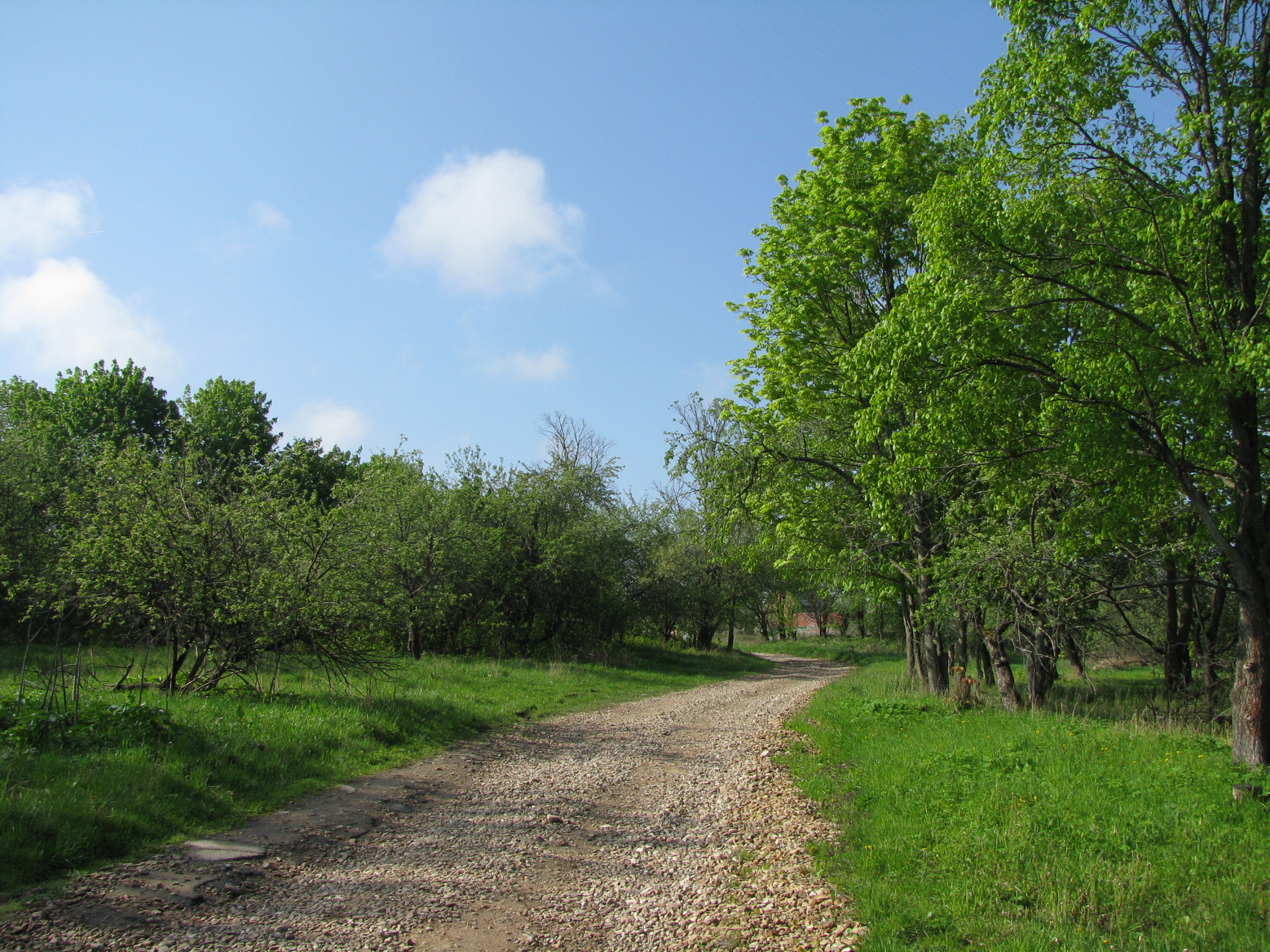
Сад

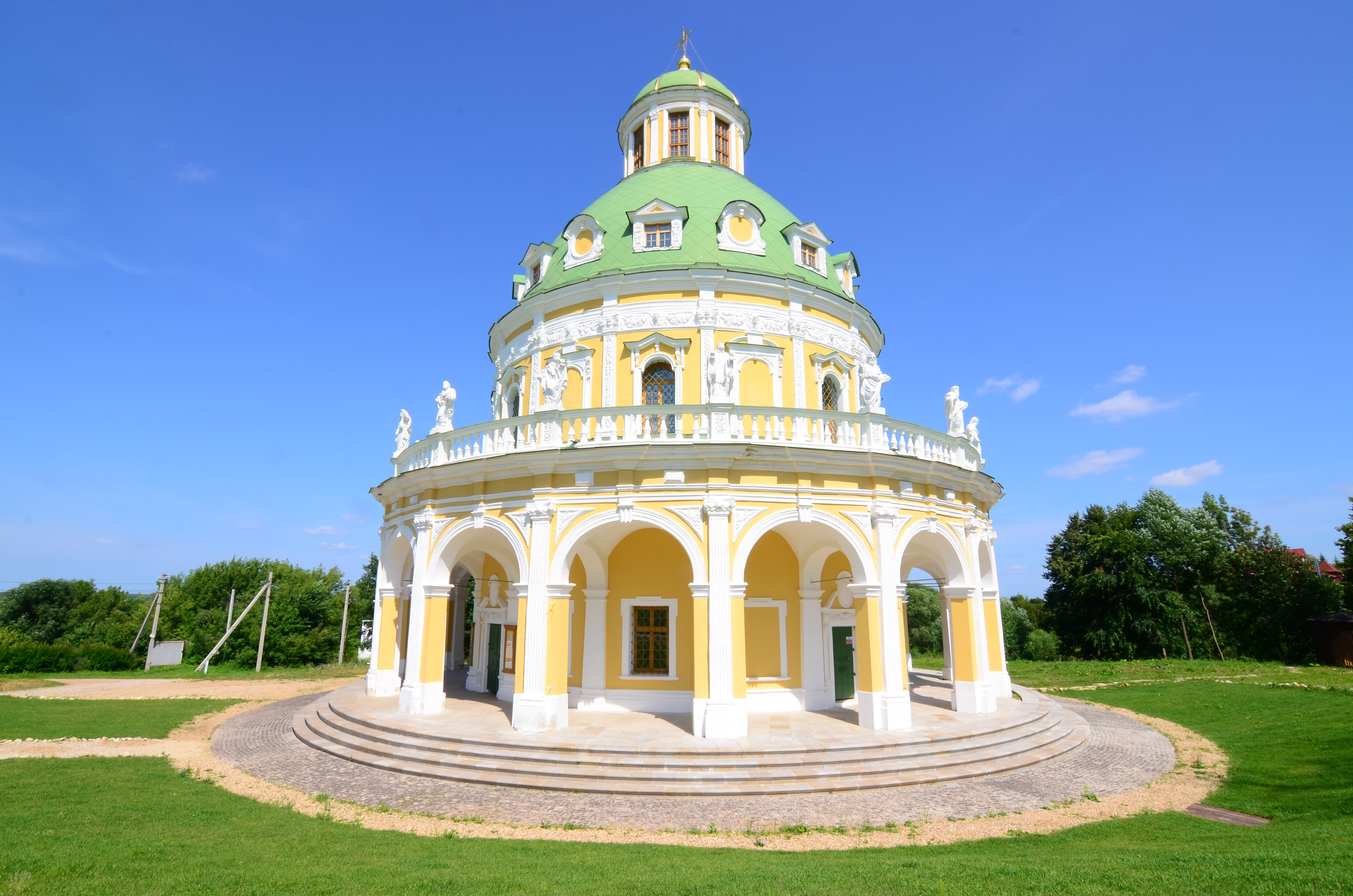
Церковь Рождества Богородицы

С 1656 по 1723 гг. селом владел князь Григорий Федорович Долгоруков. Затем имение переходит к его сыну князю Сергею. После смерти Петра II, во времена императрицы Анны Иоановны, семья Долгоруковых попала в опалу, имение арестовано. Князь С. Г. Долгоруков был сослан, а затем казнен, так как открылось дело о его участии в составлении подложного завещания императора Петра II.
Императрица Елизавета вернула Подмоклово его сыну Николаю Сергеевичу, который начал обустраивать усадьбу каменными строениями. Двухэтажный каменный господский дом не сохранился. В XIX веке в качестве такового использовался двухэтажный северный флигель екатерининского времени, построенный в стиле, переходном от барокко к классицизму. По состоянию на начало XXI века представляет собой развалины.
Помимо церкви Рождества Богородицы, от усадьбы уцелели (частично) большой террасный пейзажный парк с липовыми и тополиными аллеями и каскадные пруды, разделенные дамбой. Служебные постройки XVIII—XIX вв. капитально перестроены и большого интереса не представляют.
В 1781—1833 гг. селом владели дети Фаддея Тютчева, Пётр и Анна, затем (с 1840-х) сын последней, Александр Михайлович Васильчиков. В 1894 году усадьба и прилегающие земли проданы серпуховскому фабриканту П. И. Рябову. Когда произошла Октябрьская социалистическая революция, подмокловской фабрикой владел его сын С. П. Рябов.
В советское время на территории барской усадьбы располагался детский дом. В 1975 г. территория передана в ведение совхоза «Заокский», руководство которого фактически бросило все постройки, пруды, парк и сады на произвол судьбы. За считанные годы двухэтажный флигель был разграблен, один из прудов уничтожен, сады одичали и погибли.

#### Церковь Рождества Богородицы
Известной достопримечательностью является Церковь Рождества Богородицы (1714—1722), выполненная в стиле итальянского барокко. Она является одним из наиболее интересных сооружений петровской эпохи, воплотивших в себе черты западноевропейского барокко. Церковь была начата на средства Григория Фёдоровича Долгорукова (1656—1723), закончена его сыном и внуком, освящена в 1754 г. Исполнена в виде кирпичной двухсветной ротонды, над которой надстроены сферический купол с люкарнами и массивный световой барабан.

### Фестиваль
С целью привлечения внимания к церкви Рождества Богородицы, у ее стен традиционно в летнее время, начиная с 2014 года, проводятся музыкальные фестивали open air, главными организаторами которых выступают члены семьи настоятеля храма, все имеющие консерваторское образование. В 2019 году фестиваль прошел под названием «Неизвестная русская музыка» и впервые соединил в одной программе раннюю русскую музыку «до Глинки» и подлинный фольклор, а также получил государственную поддержку в виде гранта Президента РФ. В рамках фестиваля, кроме музыки, — насыщенная образовательная программа.